# Паметник на Даме Груев (Борисова градина)
Паметникът на Даме Груев е бюст на българския революционер, водач на Вътрешната македоно-одринска революционна организация Даме Груев (1871 - 1906), разположен в Борисовата градина в град София, България. 
Паметникът е № 35 от Алеята на бележитите българи. Създаден е в 1983 година заедно със съседния Паметник на Гоце Делчев по повод 80-годишнината от Илинденско-Преображенското въстание с решение на Секретариата на Централния комитет на Българската комунистическа партия № 347 от 15 април 1982 година. Дело е на скулптора Борис Гондов.